# 디렉토리 서비스
디렉토리 서비스(directory service, DS)는 컴퓨터 네트워크의 사용자와 네트워크 자원에 대한 정보를 저장하고 조직하는 응용 소프트웨어 (응용 프로그램들의 모임)이다. 네트워크 관리자가 여러 사용자들이 자원에 접근할 수 있게 도와준다. 또한, 디렉토리 서비스는 사용자와 공유된 자원 사이의 추상 계층으로 동작한다.
디렉토리 서비스는 디렉토리 서비스 안에 관리되고 있는, 이름이 있는 객체에 대한 정보를 가지고 있는 데이터베이스를 말하는 디렉토리 그 자체와 혼동하면 안 된다. X.500 분배 디렉토리 서비스 모델의 경우, 하나 이상의 이름 공간 (객체의 트리)들이 디렉토리 서비스를 만드는 데에 쓰인다. 디렉토리 서비스는 하나 이상의 디렉토리 이름 공간 속에 포함된 자료에 접근할 수 있는 인터페이스를 제공한다. 디렉토리 서비스 인터페이스는 중심/공통 권한으로 동작하며 디렉토리 데이터를 관리하는 시스템 자원을 안전하게 인증할 수 있게 해 준다.
데이터베이스와 같이, 디렉토리 서비스는 "읽기"에 잘 최적화되어 있으며, 디렉토리 안의 객체들과 연결할 수 있는 다른 많은 특성의 고급 검색 기능을 제공한다. 디렉토리 안에 저장된 데이터는 확장과 수정이 가능한 계획에 의해 정의된다. 디렉토리 서비스는 자신의 정보를 저장하는 분배 모델을 사용하며, 이 정보는 보통 디렉토리 서버 사이에 복제된다.

## 디렉토리 서비스 소프트웨어
다른 업체와 표준체가 제공하는 디렉토리 서비스들은 다음에 대한 과거와 현재의 것들을 포함한다.:
- 노벨 이디렉토리(Novell eDirectory) - 노벨(Novell, Inc.)의 디렉토리 서비스(NDS;Novell Directory Service)
- Banyan VINES
- 썬 자바 시스템 디렉토리 서버
- IBM 티볼리 디렉토리 서버
- 윈도 NT용 윈도 NT 디렉터리 서비스 (NTDS)
- 윈도우 2000/2003용 액티브 디렉터리
- 맥 오에스 텐 서버용 애플 오픈 디렉토리
- 중요 경로 디렉토리 서버
- 오픈LDAP
- 페도라 디렉토리 서버

## 같이 보기
- 도메인 이름 서비스